# Chippie

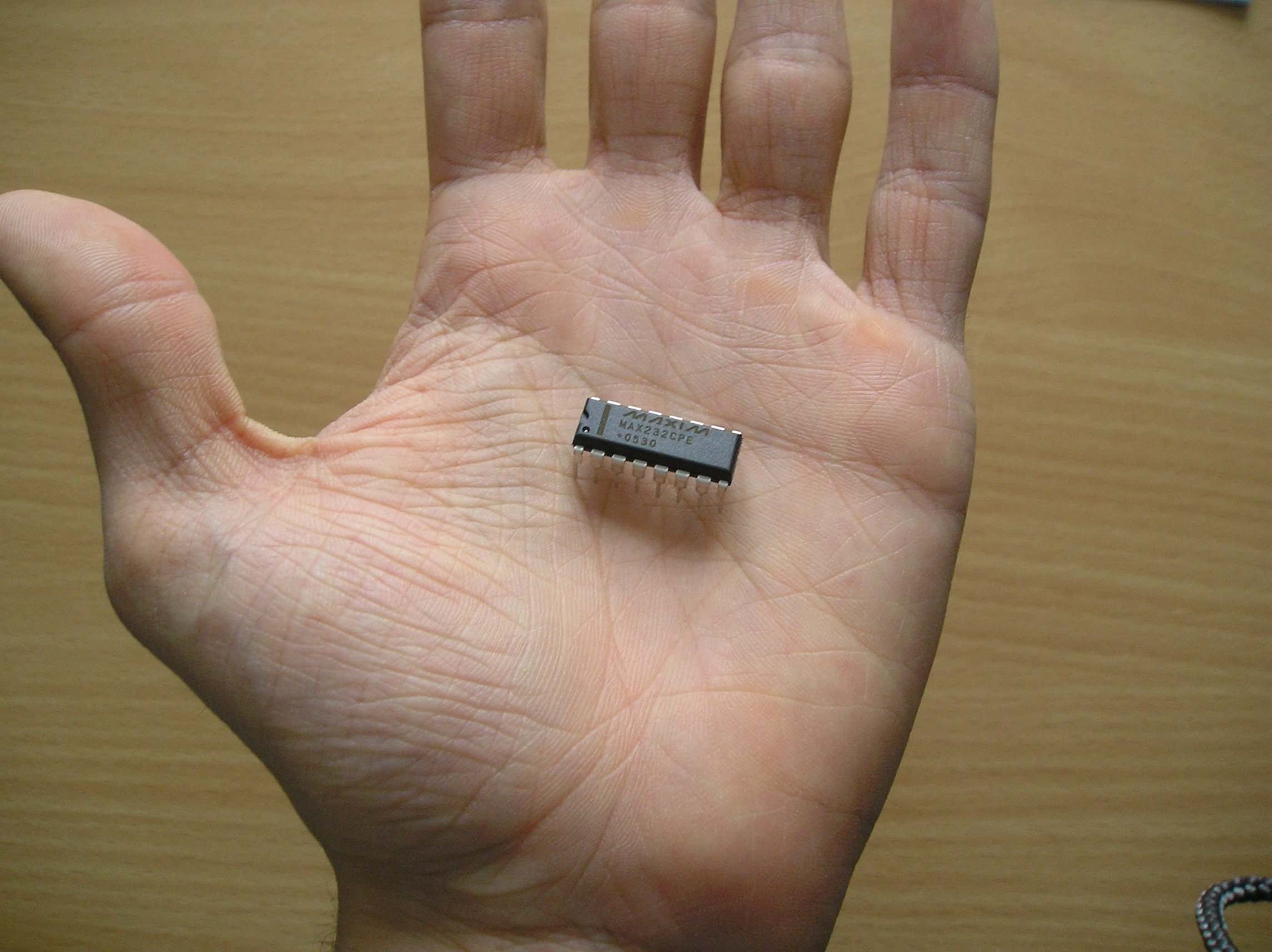
Der Namensgeber der Sendung: ein Computerchip.

Chippie – das hr2-Computermagazin war eine der ersten Computersendungen der ARD. Die Hörfunksendung startete 1990 im 2. Programm des Hessischen Rundfunks. Anfangs wurde Chippie gemeinsam mit dem Jugendmagazin Radio unfrisiert gesendet, später erhielt die Magazinsendung einen eigenen, einstündigen Sendeplatz samstags um 15:00 Uhr.
Der Name der Sendung ist ein in den späten 1980er-Jahren in Deutschland gebräuchlicher Slang-Ausdruck für Computerbenutzer. Er leitet sich von „Chip“ ab, der Kurzform für Computerchip. Der älteste im Archiv des hr verzeichnete Beitrag der Magazinsendung trägt den Titel: „Natürlich können Computer sprechen“ (16. Februar 1990) und stammt von der Wissenschaftsjournalistin  Vivien Marx. Moderiert wurde die wöchentliche Sendung unter anderem von Claudia Bultje, Patrick Conley und Alf Haubitz.
Themen von Chippie waren unter anderem:
- „Computer in Theater, Oper und Rock-Konzert“, 2. Mai 1992
- „Computer und Geld“, 5. September 1992
- „Computer und Sex“, 24. Oktober 1992
- „Datennetze“, 2. Juli 1994

Am 1. Dezember 1995 lief Chippie zum letzten Mal. Das erste Computermagazin im deutschsprachigen Hörfunk war Bit, byte, gebissen (BR, 1985–1993). Heute bekannte Sendungen aus dem Bereich Computer und Neue Medien sind das Chaosradio (RBB) und Matrix (ORF).